# Союргаль
Союргаль (от монг. «соёрхол» пожалование) — форма феодального землевладения в странах Ближнего и Среднего Востока и Центральной Азии в Средние века, в частности в Сефевидском государстве и особенно в государстве Тимуридов. Были дальнейшим развитием института икта.
Союргал был ленным владением, которое даровалось, как правило, правителями государств. Иногда был пожизненным, иначе нуждался в ежегодных подтверждениях. В правление Шахруха (1405—1447) союргал, который жаловали в основном царевичам и крупным военачальникам, стал и наследственным. Тимуриды, получив в союргал какую-нибудь область, располагали в ней всей полнотой власти: творили суд, взимали налоги, пошлины и натуральные повинности. При шейбанидах союргал мог значить уже и просто земельный надел. В обмен на владение союргалом, владелец, как правило, был обязан нести военную службу.